# مارش مدافعان مسکو
مارش مدافعان مسکو  (به روسی: Марш защи́тников Москвы́) یا آهنگ مدافعان مسکو (روسی: Песня защитников Москвы) یک مارش نظامی روسیه است که در اصل توسط ارتش سرخ مورد استفاده قرار گرفت و اولین بار در طول نبرد 1941 مسکو ظاهر شد. کلمات مارش توسط الکسی سورکوف نوشته شده است در حالی که موسیقی توسط بوریس موکروسوف ساخته شده است. در اوایل اکتبر 1941، ورماخت حمله خود را برای کنترل مسکو آغاز کرد. سورکوف در شوک، شعری را سرود که نامش را مدافعان مسکو گذاشت. این اشعار برای اولین بار در روزنامه پراودا در 3 نوامبر 1941 منتشر شد. یک هفته بعد، توسط وچرنیایا مسکو(نام روزنامه) چاپ شد. با جلب توجه استودیوی مرکزی فیلم مستند اتحاد جماهیر شوروی، این متن توسط موکروسوف تنظیم شد و در مستندی در مورد دفاع از شهرهای ولوکولامسک و موژایسک پخش شد. بعدها در یک محیط ارکستر در فیلم شوروی در سال 1942، مسکو ضربه می زند، اجرا شد. همچنین در فیلم 1944 Six P.M.. استفاده شد.
این آهنگ بخشی از رپرتوار سنتی بسیاری از گروه‌های موسیقی نظامی روسیه است و یکی از آهنگ‌هایی است که در طول جنگ بزرگ میهنی (در اروپا به عنوان جنگ جهانی دوم شناخته می‌شود) ساخته شده است. امروزه، اغلب در طول رژه سالانه روز پیروزی در پادگان مسکو اجرا می‌شود. ملودی مارش دوباره به سرود حزب کمونیست ترکیه تبدیل شد.

## منبع
1. ↑  "SovMusic.ru - March of the defenders of Moscow". www.sovmusic.ru
2. ↑  "Материал (6 класс) на тему: История песни "Марш защитников Москвы". - Социальная сеть работников образования". nsportal.ru.
3. ↑  "Песни дорог войны. Марш защитников Москвы (Владимир Калабухов) / Проза.ру". www.proza.ru.
4. ↑  http://www.sovmusic.ru/m/partimar.mp3 L'hymne du parti communiste turc
5. ↑  "Red Army Choir - Марш Защитников Москвы (Marsh Zashchitnikov Moskvy) lyrics + English translation". lyricstranslate.com.